# Guerra in Mali
La guerra in Mali (in arabo حرب مالي‎?, in bambara Mali Kɛlɛ; in francese Guerre du Mali) si è sviluppata a seguito del colpo di Stato del marzo 2012 e dell'offensiva del Movimento Nazionale di Liberazione dell'Azawad (a prevalenza tuareg) e degli islamisti nel dicembre 2012. Nel gennaio 2013 una forza multinazionale a guida francese (Operazione Serval) è intervenuta, su mandato ONU, per ristabilire la sovranità del Mali sui territori sahariani settentrionali.
Nonostante l'avvio di trattative di pace, i ripetuti fallimenti dei colloqui tra i diversi attori (principalmente, i rappresentanti dello Stato, delle diverse etnie, tuareg e non, nonché di alcuni gruppi islamisti) fanno sì che il conflitto sia da considerarsi ancora attivo.

## Antefatti

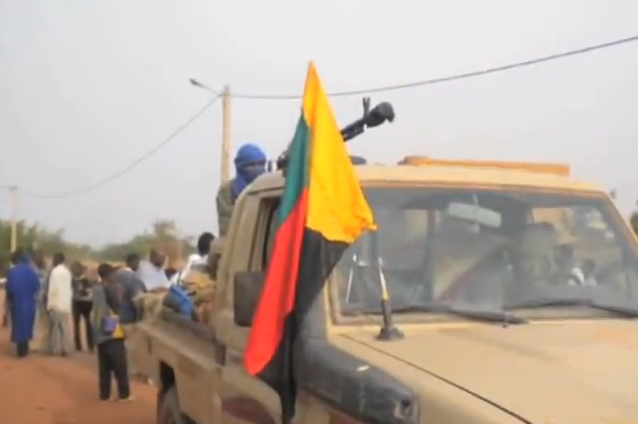
Guerriglieri tuareg montano una mitragliatrice su una tecnica nel luglio 2012

Con l'indipendenza del Mali nel 1960 iniziò il risentimento dei territori sahariani del nord (Azauad) nei confronti del controllo centralizzato da parte di Bamako, capitale maliana. Alcuni movimenti tuareg reclamarono l'indipendenza dell'Azawad come parte di una più estesa terra natale dei Tuareg pan-sahariani, mentre altri si limitavano a chiedere migliori servizi o uno status di regione autonoma.
Nel 1962 scoppiò tra i tuareg una rivolta, repressa due anni dopo dal governo di Bamako. Gli scontri ricominciarono nel 1988 con la nascita del Movimento Nazionale di Liberazione dell'Azawad (MNLA), guidato da Iyad ag Ghali, e sfociarono nella seconda rivolta tuareg (1990-1995) terminata con una tregua siglata a Timbuctù nel 1996. Alla fine del 2006 un'altra rivolta, la terza, nata nella regione di Kidal e guidata dal MTNM ("Movimento tuareg Nord-Mali") riuscì ad impegnare le forze governative fino al 2009, quando le ostilità cessarono grazie alla mediazione algerina tra il governo centrale ed i ribelli Tuareg.
La scoperta di petrolio nel 2006 in territorio Azawad e la guerra al terrorismo, soprattutto dopo che alcuni rapporti indicavano la presenza del movimento chiamato "al-Qāʿida nel Maghreb islamico" (AQMI, ex Gruppo Salafita per la Predicazione e il Combattimento) in quest'area, peggiorarono i rapporti aprendo una crisi tra il governo del Mali ed i ribelli tuareg. Le ostilità ripresero, approfittando della fine del regime di Muʿammar Gheddafi a seguito della guerra civile libica, nel 2011.
Molti movimenti filoindipendentisti tuareg, infatti, avevano partecipato alla Guerra Civile libica con propri combattenti, impiegati tra le file lealiste come mercenari. Al collasso del regime di Gheddafi ha fatto seguito la ritirata delle fazioni tuareg verso il Mali tramite le rotte del Fezzan, risparmiate dai bombardamenti della coalizione multinazionale. Il rientro il Mali dei miliziani tuareg, dunque, ha permesso al MNLA di disporre di un notevole quantitativo di armamenti, che hanno profondamente alterato i rapporti di forza tra esso e le Forze Armate maliane. La quarta ribellione tuareg che ne è seguita ha condotto alla proclamazione dell'indipendenza dell'Azawad.

## La dichiarazione d'indipendenza dell'Azawad e l'ascesa degli islamisti

Bandiera dell'Azawad

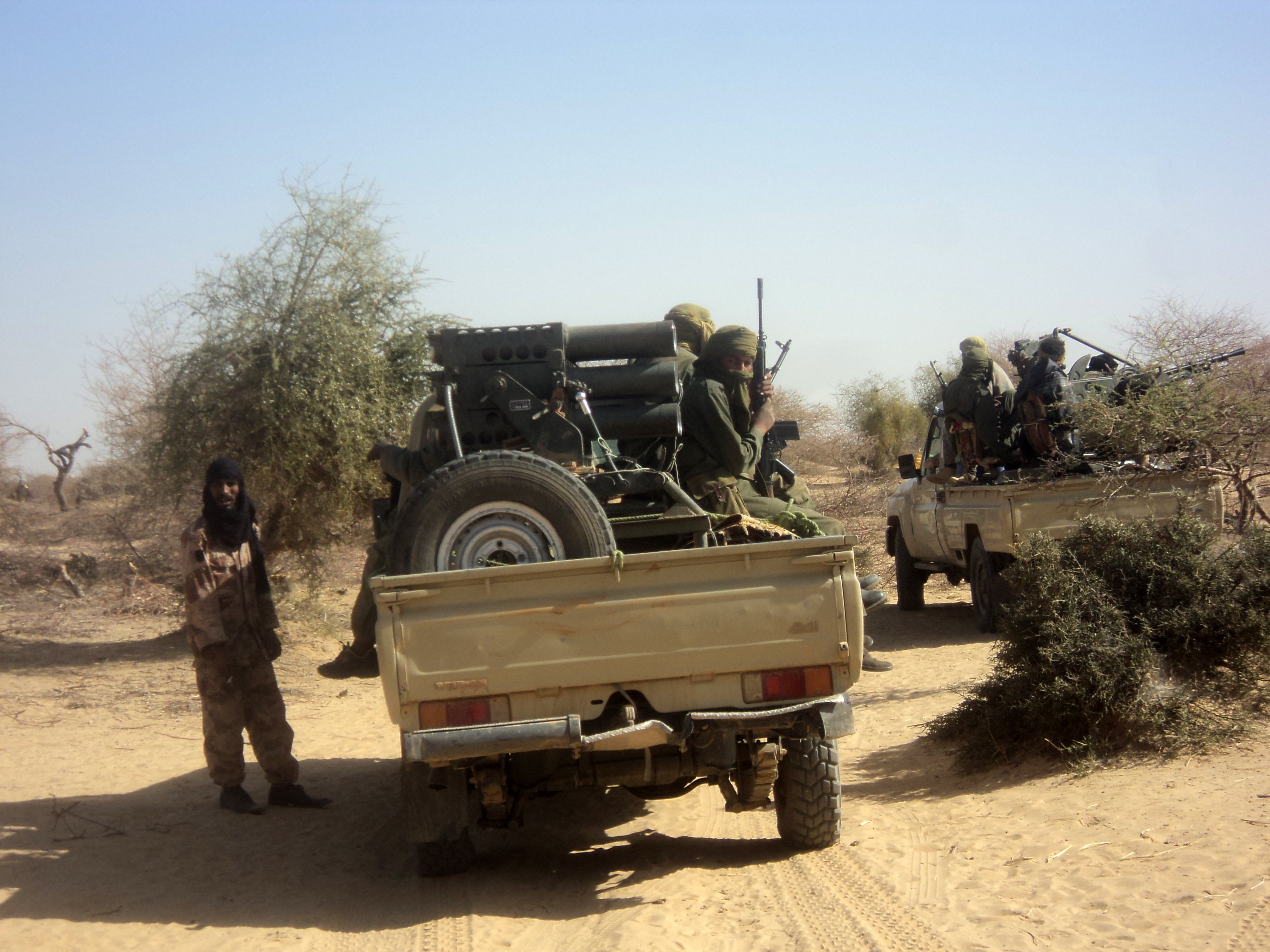
Miliziani tuareg fotografati nel maggio 2012 nei pressi di Timbuctù

Entro l'aprile 2012, il crollo del potere statale nel nord del Mali aveva permesso ad un movimento tuareg laico e separatista, il Movimento Nazionale di Liberazione dell'Azawad (MNLA), di conquistare il controllo delle principali città e di dichiarare unilateralmente l'indipendenza dell'Azawad, non riconosciuto da nessun'altra nazione. L'azione fu permessa anche grazie all'appoggio garantito all'MNLA da alcuni gruppi radicali, come il neonato Ansar Dine, con legami con al-Qaeda nel Maghreb Islamico (AQMI).
Il sogno di un Azawad indipendente durò tuttavia meno di due mesi, quando i combattenti MNLA furono espulsi dal potere da tre gruppi islamisti: Ansar Dine, MUJAO (Movimento per l'Unicità e il Jihad nell'Africa Occidentale), e al-Qaeda nel Maghreb Islamico (AQIM). Questi movimenti tentarono di introdurre un governo basato su una rigorosa interpretazione della sharia nelle zone da loro controllate, arrivando al punto di imporre tali sanzioni come tagliare le mani per le accuse di furto, imporre alle donne di indossare l'hijab in pubblico, e separare i ragazzi e le ragazze a scuola.
Dal dicembre 2012 sono ripresi gli scontri dei gruppi islamisti contro le forze armate del Mali. I ribelli hanno iniziato ad invadere il sud del Mali, espugnando una città centrale, Konna, e minacciando da vicino la stessa capitale, Bamako. Nel corso degli scontri sono state distrutte numerose reliquie della locale tradizione sufi e le tombe stesse (marabutti) di alcuni santi musulmani (tra cui l'antico mausoleo dedicato ad Alpha Moya e le sepolture di Sidi Mahmud, Sidi el-Mukhtar, Sidi Elmety, Mahamane Elmety e Shaykh Sidi Amar), a causa dell'accesa ostilità iconoclastica del salafismo verso qualsiasi forma di culto che non sia rivolta direttamente ad Allah.
Nonostante la presenza di oltre 100 000 sfollati interni e nei paesi vicini, le turbolenze nel nord del Mali nel 2012 non hanno provocato molto risposta internazionale al di là di condanne pro-forma.
A seguito della risoluzione 2085 del 20 dicembre 2012, il Consiglio di sicurezza dell'ONU ha approvato un piano per riprendere il nord del Mali attraverso il dispiegamento di una forza di 3 300 soldati dell'Africa occidentale. Tale piano prevedeva una formazione completa per le truppe dell'Africa occidentale, e nessun tipo di invasione era prevista prima della fine del 2013 al più presto.

## L'intervento militare internazionale: operazione Serval
Il 9 gennaio 2013 il presidente maliano Dioncounda Traoré‚ in un discorso alla nazione, ha comunicato di aver chiesto e ottenuto un intervento aereo della Francia, in accordo con l'ECOWAS, contro i ribelli jihadisti che occupano il nord del Paese.
Il 10 gennaio il presidente francese François Hollande ha dato il via alla "Opération Serval", un'operazione di aiuto militare e logistico alle forze del governo maliano. A seguito dei raid aerei portati dall'aviazione francese, la capitale Bamako è stata riconquistata dal governo di Traoré in un solo giorno, mentre sono giunte a sostegno le truppe francesi del 1º Reggimento straniero di cavalleria. Le operazioni sono cominciate l'11 gennaio 2013 sotto gli auspici delle risoluzioni ONU 2056 e 2085. Due giorni dopo l'aviazione francese bombarda le posizioni degli islamici vicino Sevarè per dar via libera alle truppe maliane via terra. A darne notizia è stato il presidente francese, François Hollande, da Abu Dhabi attraverso la tv al-Jazeera. Il 14 gennaio dopo uno scontro terra-aria in cui ha perso la vita un pilota francese, l'esercito ha deciso di entrare in azione anche via terra. Il 1º Reggimento straniero di cavalleria della Legione straniera francese viene così schierato in Mali. I Paesi nordafricani dell'ECOWAS hanno messo in campo, al 24 gennaio, 1 750 soldati mentre alla stessa data risultano essere 2 400 i militari francesi schierati nell'operazione Serval. Gli elicotteri Gazelle continuano ad operare nel nord del Mali assieme a due Dassault Mirage F1CR da ricognizione armati dell'aeronautica, atterrati a Bamako il 14 gennaio una volta decollati dal Ciad, da dove operano anche sei Mirage 2000D e quattro Rafale B, tutti assistiti da cinque aerocisterne Boeing C-135 Stratolifter. Altri servizi di ricognizione sono espletati da cinque tra C-130 Hercules e Atlantique 2. Il 16 gennaio sono arrivati a Bamako, alloggiati in aerei da trasporto, anche alcuni elicotteri Puma dell'esercito francese.

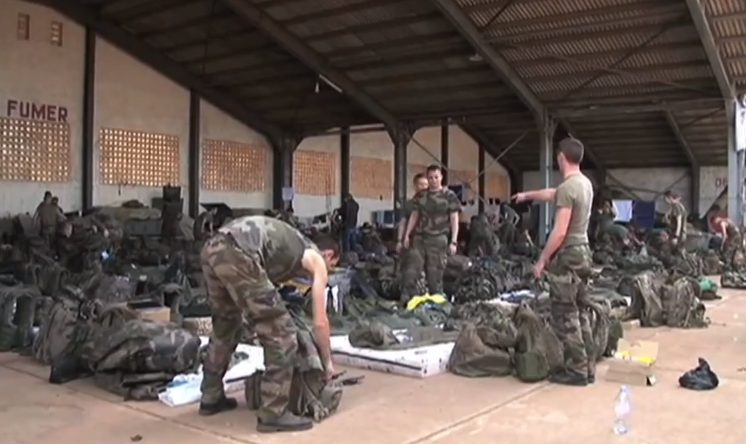
Truppe francesi a Bamako

Nei giorni seguenti anche Spagna, Regno Unito, Danimarca, Belgio, Canada, Italia, Stati Uniti e Germania hanno deciso di inviare aeromobili e/o uomini per fornire supporto logistico e per addestrare l'esercito maliano nell'ambito della missione dell'Unione europea "EUTM Mali". Alcuni degli aerei impegnati in questo ruolo sono i C-17 Globemaster III, i C-130H/J, i Transall C-160 e gli AgustaWestland AW109, questi ultimi per il recupero di feriti. Il 22 gennaio aerei francesi distruggono la sede di Al-Qa'ida nel Maghreb islamico a Timbuctù, il 26 gennaio la coalizione franco-maliana riprende Gao agli islamici.
Pochi giorni dopo le truppe francesi riconquistano anche Timbuctù, che il 1º febbraio ricevono la visita del presidente Hollande. L'8 febbraio truppe francesi e del Ciad occupano la città di Tessalit, al confine con l'Algeria.
Il 18 febbraio nel corso di un'operazione delle forze speciali nel nord cade un altro soldato francese. Su un contingente di 4 000 uomini sono cinque i soldati francesi caduti. La Francia ha annunciato che a partire da aprile ridurrà il numero dei militari presenti nel paese.
L'operazione si è conclusa il 15 luglio 2014 e sostituita dall'"Operazione Barkhane", lanciata il 1º agosto 2014 per combattere i combattenti islamici nel Sahel. Tre dei cinque leader islamici, Abdelhamid Abou Zeid, Abdel Krim e Omar Ould Hamaha sono stati uccisi, mentre Mokhtar Belmokhtar è fuggito in Libia e Iyad ag Ghali in Algeria.
Nonostante i diversi tentativi di giungere a trattative di pace, i diversi colloqui sono saltati, a causa di diversi motivi, fondamentalmente:
- La contrarietà del Governo di Bamako di includere nelle trattative anche una maggiore autonomia dell'Azawad, che vedrebbe vista dalla popolazione Bambara del sud come una concessione spropositata verso i gruppi nomadi del nord, tradizionalmente avversari del potere statale centrale;
- L'esclusione dalla trattative dei gruppi radicali, come Ansar Dine, che, pur essendo a tutti gli effetti gruppi terroristici, sono stati un attore centrale nella Guerra Civile e in molti casi rappresentanti di istanze non solo religiose, ma anche tribali, come quelle dei Fulani, e pertanto premono per essere inclusi nei progetti di pacificazione del Paese.